# Кёкриц, Карл Леопольд фон
Карл Леопольд фон Кёкриц (нем. Karl Leopold von Köckritz; 16 июня 1744, Суленцин, Любушское воеводство — 30 сентября 1821, Берлин) — прусский генерал-лейтенант (1809), генерал-адъютант короля Фридриха Вильгельма III, александровский кавалер (1805).

## Биография
Родился в 1744 года в Циленциге. В 1757—61 годах обучался в Берлинском кадетском корпусе, откуда был выпущен в гренадерский батальон. Во время подавления восстания Тадеуша Костюшко в прусской части Польши, Кёкриц сопровождал кронпринца (в дальнейшем — короля) Фридриха Вильгельма III в действующую армию. За битву при Вейсенбурге в ходе Французских революционных войн был награжден орденом «Pour le Mérite». В 1797 году фон Кёкриц был назначен адъютантом короля, а в 1798 году был произведён в полковники, а в 1803 году — в генерал-майоры.
Будучи одним из ближайших личных друзей короля Фридриха Вильгельма III, Кёкриц в первые годы XIX века придерживался профранцузской ориентации. Это, однако, было вызвано не его прогрессивными взглядами, а его страхом перед переменами, и готовностью оставить всё как есть во внутренних делах и отдаться во внешних под покровительство Франции, которую он даже полагал противовесом усилению Австрии. Чудовищное поражение Пруссии в войне 1806—1807 годов, нанесённое ей французами, доказало несостоятельность взглядов Кёкрица и правоту его оппонентов из «партии реформ», которые полагали, что лишь модернизация страны сможет сохранить прусский правящий класс, внутреннюю стабильность и государственность.
Тем не менее, и после поражений 1806 года лично Кёкриц остался одним из ближайших друзей короля и вплоть до конца Наполеоновских войн оказывал значительное влияние на кадровую политику. Весьма непопулярный в прусском обществе (лидер реформаторов барон Штейн в пылу полемики отзывался о нём особенно резко), фон Кёкриц в 1809 году был произведён в генерал-лейтенанты а в 1811 году стал кавалером ордена Черного Орла.
В 1814 году фон Кёкриц ушёл в отставку с должности генерал-адъютанта но сохранил за собой ряд менее значительных должностей.
Скончался фон Кёкриц в 1821 году в Берлине.  